# Psammolyce flava
Psammolyce flava är en ringmaskart som beskrevs av Johan Gustaf Hjalmar Kinberg 1856. Psammolyce flava ingår i släktet Psammolyce och familjen Sigalionidae. Inga underarter finns listade i Catalogue of Life.